# Dzisna (wieś)
Dzisna (lit. Dysna) – wieś na Litwie w starostwie Wielka Wieś rejonie ignalińskim okręgu uciańskim. Leży na lewym brzegu rzeki Dzisny, 3 km na wschód od wsi Nowiki. Znajduje się przy granicy litewsko-białoruskiej. 

## Historia
W powstaniu listopadowym brał udział J. Šiško z dworu w Dziśnie.
Wieś została opisana w Słowniku geograficznym Królestwa Polskiego. Z opisu wynika, że w 1881 roku leżała w gminie Twerecz, w powiecie święciańskim guberni wileńskiej Imperium Rosyjskiego. Był to folwark rządowy. W 1866 roku było 8 domów. Mieszkało tu 47 mieszkańców, starowierców.
W dwudziestoleciu międzywojennym wieś leżała w granicach II Rzeczypospolitej w gminie wiejskiej Twerecz, w powiecie święciańskim, w województwie wileńskim.
Po agresji ZSRR na Polskę w 1939 roku wieś została zajęta przez Armię Czerwoną i włączona do BSRR, a w 1940 do LSRR. W latach 1941–1944 pod okupacją niemiecką. Następnie leżała w LSRR. Od 1991 roku w Republice Litewskiej.
W Dziśnie urodził się Augustinas Voldemaras, litewski historyk i nacjonalistyczny działacz polityczny, dwukrotny premier Litwy w dwudziestoleciu międzywojennym.